# Ботвино (Палкінський район)
Ботвино (рос. Ботвино) — присілок в Палкінському районі Псковської області Російської Федерації.
Населення становить 16 осіб. Входить до складу муніципального утворення Качановська волость.

## Історія
Від 2015 року входить до складу муніципального утворення Качановська волость.

## Населення
| 2001 | 2002 | 2010 | 2013 | 2016 |
| ---- | ---- | ---- | ---- | ---- |
| 30   | ↘28  | ↘19  | ↘18  | ↘16  |